# Rabah Madjer
Rabah Madjer (arab. ‏رابح ماجر‎; ur. 15 grudnia 1958 w Hussein Dey, przedmieściu Algieru) – algierski piłkarz i trener piłkarski. Uważany za najlepszego piłkarza Algierii w historii. W latach 1993–1994, 1999 oraz 2001-2002 był selekcjonerem rodzimej reprezentacji.

## Kariera piłkarska
Przez dziesięć lat był napastnikiem NA Hussein Dey, z którym w 1979 roku grał w finale afrykańskiej edycji Pucharu Zdobywców Pucharów. W 1983 roku zauważyli go działacze francuskiego RC Paris. Największe sukcesy odnosił jednak w barwach FC Porto. W 1987 roku w finale Pucharu Mistrzów z Bayernem Monachium Madjer piętą strzelił jedną z bramek. Portugalska drużyna wygrała ten mecz 2:1.

## Kariera reprezentacyjna
W reprezentacji Algierii od 1978 do 1992 roku wystąpił w 87 meczach i strzelił 40 bramek. Uczestnik Mundialu 1982 (runda grupowa) i 1986 (runda grupowa) oraz triumfator Pucharu Narodów Afryki 1990.

## Kariera szkoleniowa
W latach 1993–1995, 1999, 2001-2002 oraz 2017-2018 prowadził reprezentację Algierii. Również trenował katarskie kluby Al Wakrah SC (1998-1999) i Al Rayyan SC (2005-2006).

## Sukcesy i odznaczenia

### Sukcesy klubowe
- Puchar Algierii 1979 i finał afrykańskiego Pucharu Zdobywców Pucharów 1979 z MA Hussein-Day
- mistrzostwo Portugalii 1988, Puchar Portugalii 1991, Superpuchar Portugalii 1986 i 1991, Puchar Mistrzów 1987, Puchar Interkontynentalny 1987 oraz Superpuchar Europy 1987 z FC Porto

### Sukcesy reprezentacyjne
- Puchar Narodów Afryki 1990 z reprezentacją Algierii
- Puchar Narodów Afryki i Azji 1991 z reprezentacją Algierii

### Sukcesy trenerskie
- mistrzostwo Kataru 1999 z Al Wakra

### Sukcesy indywidualne
- piłkarz roku 1987 w Afryce
- najlepszy arabski piłkarz XX w.
- najlepszy algierski piłkarz XX w.
- najlepszy afrykański piłkarz XX w. (5. miejsce)